# Wydział Matematyki i Informatyki Uniwersytetu w Białymstoku
Wydział Matematyki i Informatyki Uniwersytetu w Białymstoku – historyczny wydział Uniwersytetu w Białymstoku. Jego siedziba znajdowała się przy ul. Ciołkowskiego 1M w Białymstoku. 1 października 2019, zarządzeniem Rektora UwB, Wydział został zlikwidowany na skutek reorganizacji struktur uniwersyteckich.

## Struktura wydziału
- Instytut Informatyki
  - Zakład Bioinformatyki
  - Zakład Metod Numerycznych
  - Zakład Modelowania Materiałów
  - Zakład Programowania i Metod Formalnych
  - Zakład Sztucznej Inteligencji i Multimediów
- Instytut Matematyki
  - Zakład Algebry
  - Zakład Analizy
  - Zakład Fizyki Matematycznej
  - Zakład Matematyki Stosowanej
  - Zakład Podstaw Geometrii
  - Zakład Równań Różnicowych i Procesów Dyskretnych
  - Zakład Równań Różniczkowych
- Zakład Dydaktyki i Nowoczesnych Technologii w Kształceniu

## Kierunki studiów
- Informatyka
- Matematyka
- Matematyka finansowa
- Informatyka i ekonometria

## Władze
Dziekan: dr hab. Krzysztof P. Belina-Prażmowski-Kryński, prof. UwB

Prodziekan ds. Ogólnych: dr hab. Ewa Schmeidel

Prodziekan ds. Studenckich: dr Jarosław Kotowicz